# Óticas Diniz
A Óticas Diniz é um empresa brasileira do segmento de óticas pertencente ao Grupo Diniz, inaugurada em 1992 em São Luís, capital do Maranhão. No início da década de 2010, a rede contava com filiais em todo o território nacional, estando atualmente em constante expansão no Brasil.
Atualmente é a maior rede de óticas da América Latina, com mais de mil unidades.

## História
Fundada por Arione Monteiro Diniz, nascido em Catolé do Rocha, interior da Paraíba, que ao longo do tempo entrou no ramo óptico, como era gago e temia o público, iniciou sua jornada como operador de maquinário de lentes. Foi após um tempo que ele foi solicitado prestar atendimento para um cliente, após algum tempo os clientes chegavam na loja perguntando pelo "Diniz", posteriormente foi promovido vendedor, e conseqüentemente gerente.
Em 1992, decidiu abrir seu próprio negócio, a Ótica Diniz. Na primeira semana, não houve nenhuma venda, mesmo abalado, Arione Diniz não desistiu e decidiu investir em divulgação pela televisão local. A iniciativa foi um sucesso, ao longo dos anos Arione foi abrindo outras unidades por São Luís.  

### Óticas Diniz Prime
As Óticas Diniz possuem uma bandeira que diferencia-se das demais em razão de sua funcionalidade e público alvo, sendo nomeadas como Diniz Prime. Possuem produtos de marcas mais sofisticadas, podem ser elas, por exemplo: Fendi, Ermenegildo Zegna, Cartier, Montblanc, Chopard, Boucheron, entre outras. Um franqueado, a partir de quatro lojas, é encorajado a fazer uma unidade Prime.

### Premiações
A Óticas Diniz recebeu a premiação Top of Mind em diversas oportunidades. Em 2012 e 2013, recebeu o citado prêmio em Brasília. No ano de 2018, a empresa também recebeu o prêmio em votação dos consumidores.